# St. Leonhards

Firmengelände mit historischer Kapelle in Stephanskirchen

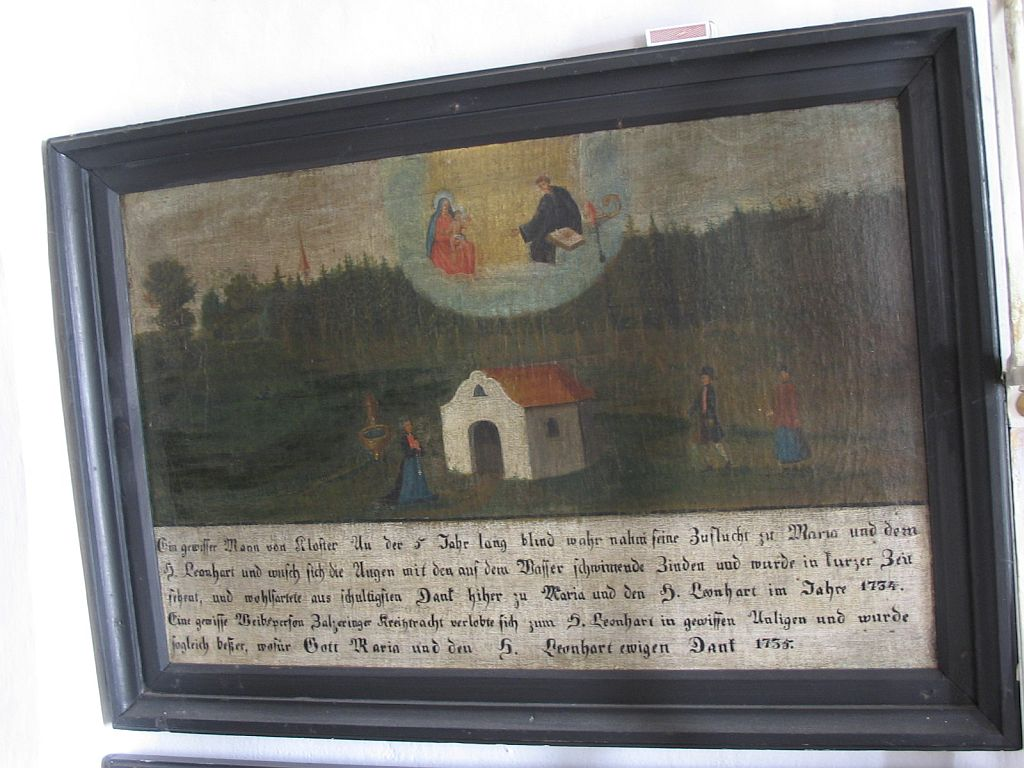
Eines von vielen Bildern über angebliche Heilungswunder durch das Wasser aus Bad Leonhardspfunzen

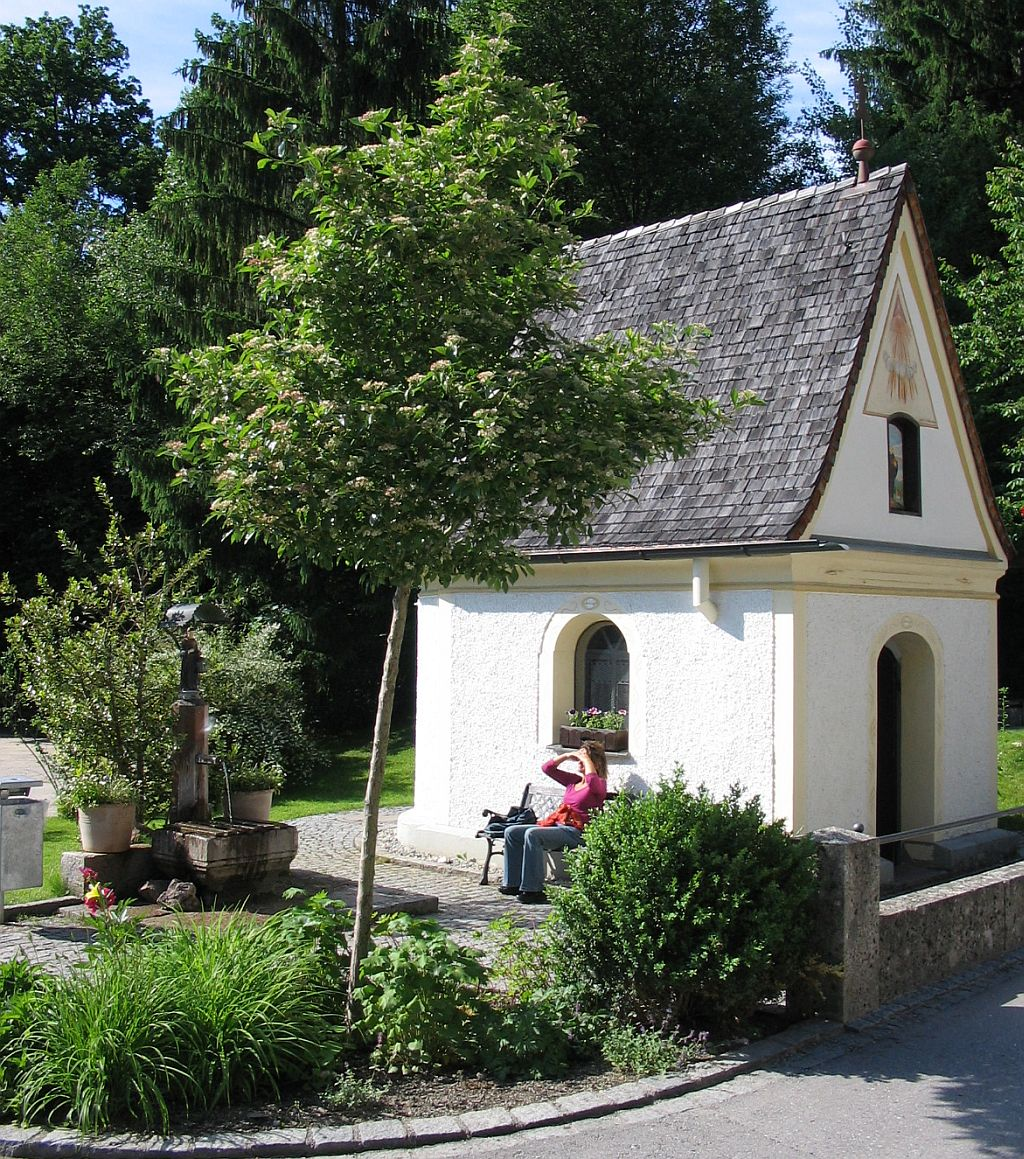
Die unmittelbar neben der Bad Leonhardspfunzener Quelle errichtete Kapelle; links im Bild ist die Quelle abgebildet, die für jedermann frei zugänglich ist

Die St. Leonhards-Vertriebs GmbH & Co. KG ist ein Mineralwasserabfüller mit Sitz in Bad Leonhardspfunzen bei Rosenheim. Das Kerngeschäft besteht in der Abfüllung und im Verkauf verschiedener Mineral- und Quellwässer artesischen Ursprungs. St. Leonhards ist Marktführer für Mineral- und Quellwasser im deutschen Naturkosthandel. Seit 1995/96 wird die St. Leonhardsquelle abgefüllt und vertrieben. Mittlerweile gibt es mehrere verschiedene Sorten wie die Sonnenquelle, die Mondquelle, die Lichtquelle und "Ich bin die Quelle". An einem zweiten Standort in Ruhpolding wird zudem die St. Georgsquelle als Mineralwasser abgefüllt. Sie stellt auch die Grundlage für das Spezialprodukt JodNatur dar. Im Rahmen des Familienbetriebs werden auch zwei Hotels in Ober- und Niederbayern geführt, sowie der zwei Pferdehöfe, auf denen nach Bioland-Richtlinien Stutenmilch gewonnen wird. In Ruhpolding gibt es zudem noch die Naturkäserei St. Georg. Unter dieser Marke werden die firmeneigenen Molkereiprodukte aus Stuten- und Ziegenmilch in geprüfter Bioland-Qualität vertrieben.

## Geschichte
Der Sage nach wurde die St. Leonhardsquelle im Jahre 1734 von Christoph Riel wiederentdeckt, nachdem ihm der Heilige Leonhard im Traum erschienen war. Seither wurden auf demselben Quellgebiet drei weitere Tiefenquellen erschlossen: Im Jahr 1999 die Mondquelle, 2003 die Lichtquelle und die Sonnenquelle. Im Jahr 2006 wurde ein weiterer Standort in Ruhpolding im Chiemgau in Betrieb genommen. An diesem zweiten Quellort entspringen zwei Quellen: Die St. Georgsquelle – dieses Wasser enthält von Natur aus kein Eisen – und eine jodhaltige Natursole-Quelle.
Seit 1996 befindet sich die St. Leonhardsquelle im Besitz der Familie Abfalter.
Der geplante Ausbau der Zufahrtsstraße zur Quelle war im Jahr 2008 Gegenstand einer Kontroverse. Die Zufahrtsstraße führt durch ein sensibles Landschaftsschutzgebiet. Engagierte Anwohner und Naturschützer gründeten eine Bürgerinitiative, mittels derer der Ausbau gestoppt werden sollte.

## Tiefenwasser
Die Tiefenwässer stammen ausschließlich aus natürlichen unterirdischen und vor Oberflächenwassereinträgen geschützten Reservoiren und werden direkt an den Quellorten abgefüllt. Es erfolgt lediglich ein natürlicher Filtrationsprozess des überschüssigen Eisens. Das im Wasser gelöste Eisen wird mit gereinigtem Luftsauerstoff oxydiert, die ausgeflockten braunen Eisenpartikel werden dann über Quarzsand ausgefiltert. Das Wasser wird anschließend in firmeneigene Leichtglasflaschen abgefüllt, die zu ca. 79 % aus recyceltem Altglas bestehen.

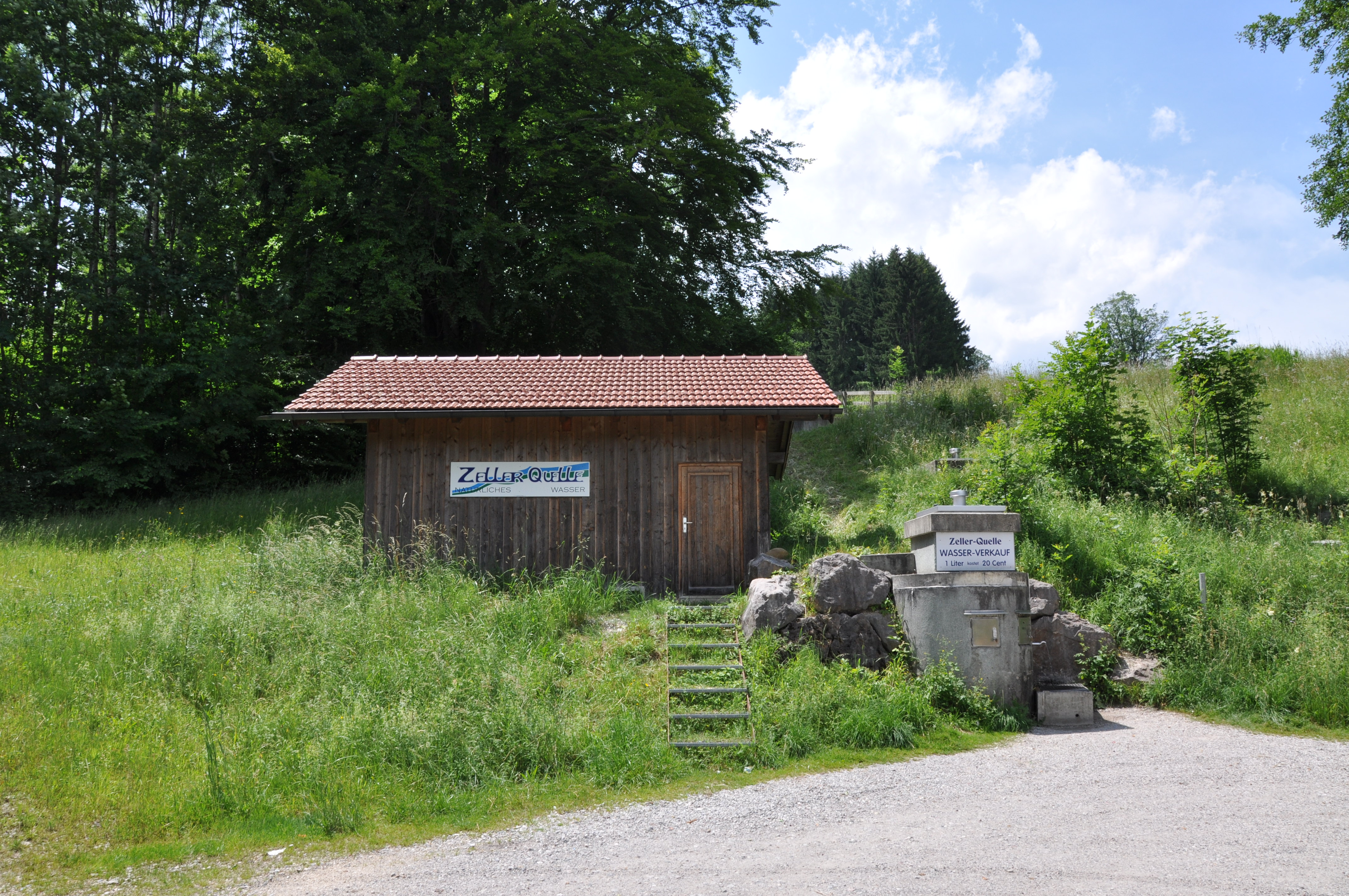
Quelle St. Georg

Das Unternehmen St. Leonhards vertreibt zehn verschiedene Sorten aus sieben unterschiedlichen Quellen in der Region (Stand März 2025).

## Esoterische und pseudowissenschaftliche Behauptungen über die Wässer
Die Wässer werden jedoch nicht nur nach anerkannten wissenschaftlichen Standards geprüft, bewertet und behandelt, sondern auch durch rechtlich und wissenschaftlich nicht anerkannte esoterische  „biophysikalische Messmethoden“ (u. a. mit der unwissenschaftlichen Einheit Bovis), um die „feinstofflichen“ Qualitäten zu erfassen sowie die „kristalline Struktur“, die „natürliche Energie und alle Informationen“ und die „ursprünglichen Schwingungsmuster“ zu bewahren. Die Wässer werden dementsprechend vorwiegend esoterisch beworben, u. a. als „Lebendiges Wasser“ und als „Vollmondabfüllung“, wobei völlig unbelegte Behauptungen zur Wirkungsweise aufgestellt werden.